# Cultura de la bebida

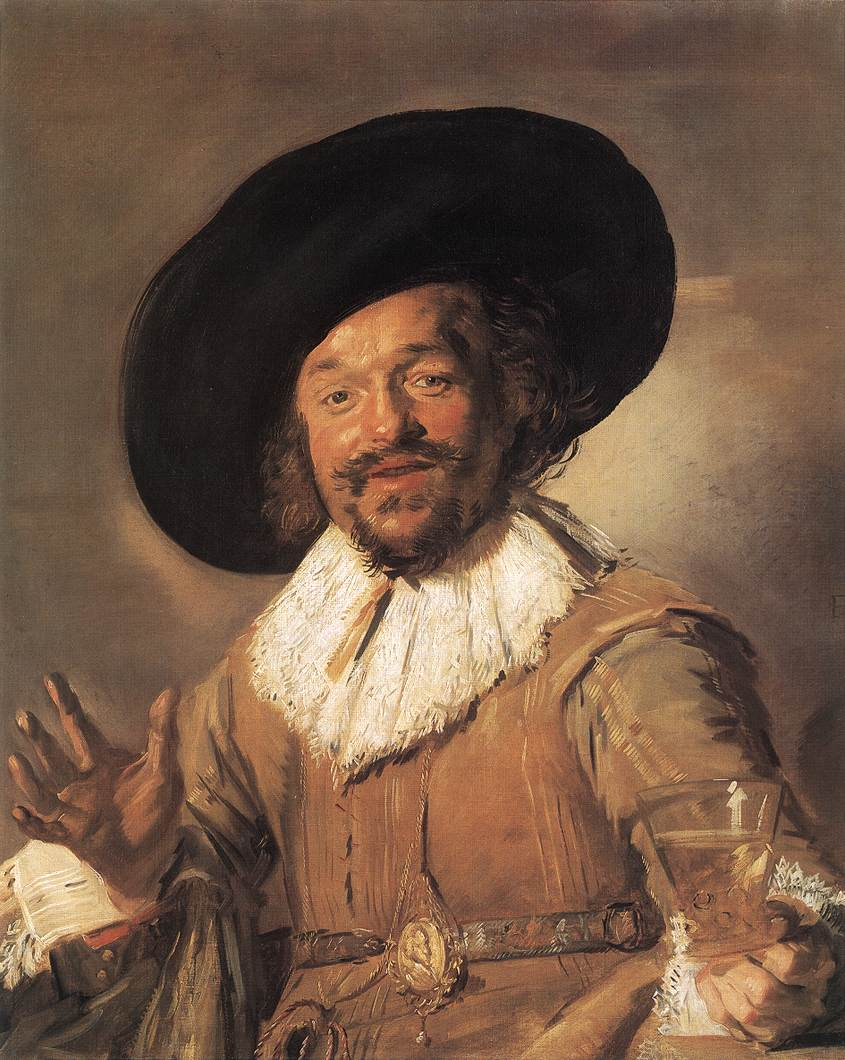
De vrolijke drinker («El bebedor alegre»), por Frans Hals (1628–1630).

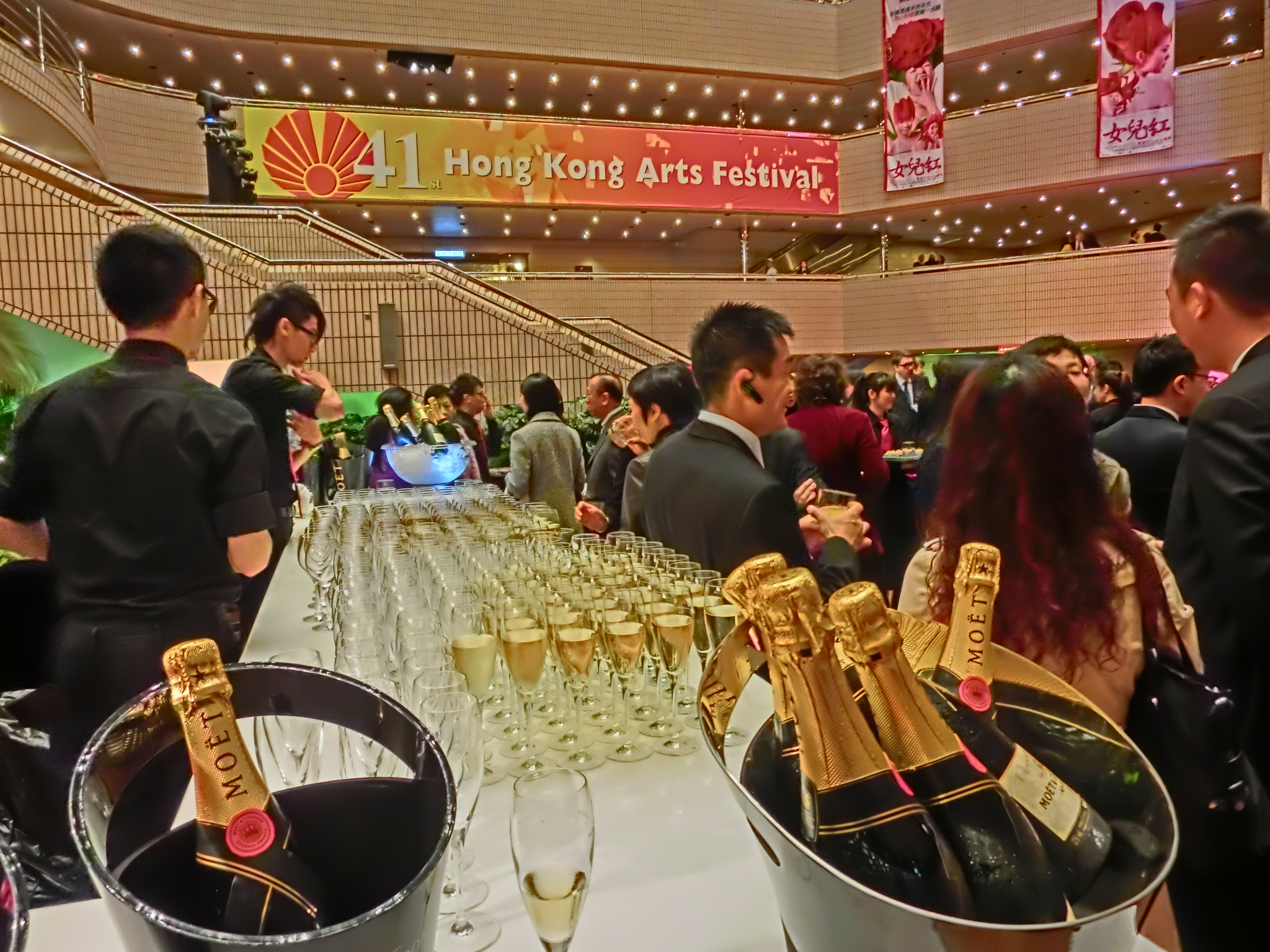
El champagne, el cava y demás vinos espumosos son considerados internacionalmente como bebida fundamental en celebraciones, como la Navidad, o eventos de toda índole.

La cultura de la bebida o cultura del alcohol es el conjunto de tradiciones y comportamientos sociales que rodean el consumo de bebidas que contienen etanol como droga recreativa y lubricante social. Aunque las bebidas alcohólicas y las actitudes sociales hacia la bebida varían en todo el mundo, casi todas las civilizaciones han descubierto de forma independiente los procesos de elaboración de cerveza, fermentación de vino y destilación de licores.
El alcohol y sus efectos han estado presentes en las sociedades a lo largo de la Historia. La bebida está documentada en las Biblias hebreas y cristianas, en el Corán, en la Historia del arte, en la literatura griega y romana tan antigua como Homero y en las Analectas de Confucio.

## Consumo social
El consumo social o consumo responsable se refiere al consumo casual de bebidas alcohólicas en un entorno social sin la intención de intoxicarse. En las culturas occidentales, las buenas noticias a menudo son celebradas por un grupo de personas que toman algunas bebidas alcohólicas. Por ejemplo, se pueden servir bebidas alcohólicas para «mojar la cabeza del bebé» en la celebración de un nacimiento. Comprar a alguien una bebida alcohólica a menudo se considera un gesto de buena voluntad. Puede ser una expresión de gratitud o puede marcar la resolución de una disputa.

### Convenciones sociales sobre la bebida

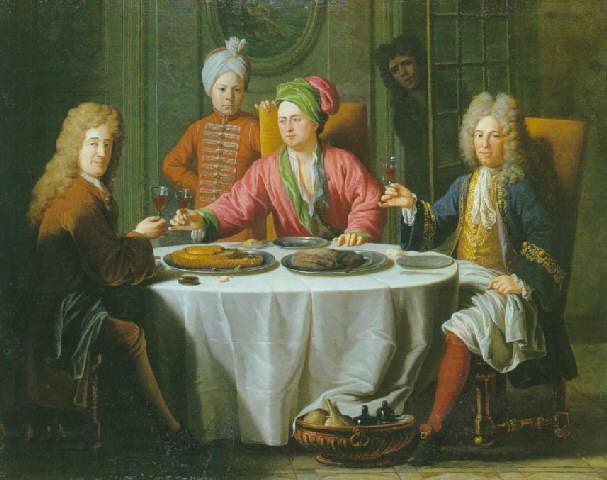
Reencuentro de señores alrededor de una mesa en un interior, por Jacob van Schuppen.

Con el propósito de comprar rondas de bebidas alcohólicas en las casas públicas inglesas, William Greaves, un periodista retirado de Londres, ideó un conjunto de pautas de etiqueta como un ensayo del sábado por la mañana en el difunto periódico Today. Conocido como las Reglas de Greaves, las pautas se basaron en su larga experiencia en pubs y rondas. Posteriormente, The Daily Telegraph volvió a encargar las normas y las publicó en ese periódico el 20 de noviembre de 1993. Pronto aparecieron copias de las normas en muchos bares de todo el Reino Unido.
Cuando un individuo llega a un pub, la práctica correcta es invitar al recién llegado a ofrecer unilateralmente una bebida alcohólica a un compañero, con el entendimiento de que cuando la bebida casi se haya consumido, su compañero corresponderá. La confianza y el juego limpio son la raíz de las reglas, aunque hay ocasiones (como el requisito de que uno de los bebedores necesite llevar a cabo trabajos más importantes, si se puede concebir) donde las reglas pueden romperse, y fueron detallado por Greaves en su artículo.
Greaves explica en orden abreviado, las reglas son las siguientes:
- Cada vez que un hombre ingrese a un pub, y no hayamos estado preocupados esta noche, ofrezca una bebida con plena aceptación de que si la bebida se consume hasta estar casi vacía, la persona que recibió la oferta comprará una ronda de bebidas.
- Si un hombre es de apariencia robusta y buen juicio, debe ofrecer nuevamente, se aplica el mismo primer principio.
- Si un hombre está borracho, se le debe pedir que comparta el automóvil. El hombre que hizo una oferta sería agradecido, los conocidos también pueden ser pidiendo compartir el viaje.
  - Si hay demasiados hombres achispados y las circunstancias son difíciles, ofrezca un aventón.

La antropóloga social Kate Fox tuvo una idea similar en su libro Watching the English, pero concluyó que su justificación era la necesidad de minimizar la posibilidad de violencia entre los compañeros de bebida.
Al llevar alcohol a una fiesta de BYOB (traiga su propia botella / bebida / cerveza), es apropiado que un invitado deje atrás cualquier alcohol no consumido al salir de la fiesta. Muestra agradecimiento al anfitrión y muestra responsabilidad por parte del huésped. Se considera grosero tomar alcohol cuando se va.
El consumo de alcohol en la mañana o en los primeros momentos del día está mal visto en la mayoría de culturas.
El mediodía a menudo se considera como la hora más temprana del día en la que es aceptable consumir alcohol, aunque hay algunas excepciones, como en Reino Unido desayunar con Buck's Fizz en la mañana del día de Navidad, o con rompope en México.

### Bebida gratis
Varias culturas y tradiciones presentan la práctica social de proporcionar bebidas alcohólicas gratuitas para otros. Por ejemplo, durante una boda o un bar mitzvá, a menudo se sirven bebidas alcohólicas gratuitas a los invitados, una práctica que se conoce como «barra libre». También se pueden ofrecer bebidas alcohólicas gratuitas para aumentar la asistencia a una función social o comercial. Comúnmente se les ofrece a los clientes de los casinos para atraerlos a continuar jugando.
Otro ejemplo es la política de «las mujeres beben gratis» de algunos bares, cuya intención es atraer a más clientes que sí pagan (es decir, hombres). Esto es considerado machista por algunos, pues considera a las clientas como producto. El comisionado J. Kirkpatrick del Departamento de Derechos Humanos de Minnesota comentó al respecto que «los precios basados en la discriminación de género violan la Ley de Derechos Humanos».
En ciertas culturas como la japonesa, las grandes corporaciones pueden tener un bar favorito en donde organizan funciones privadas que ofrecen bebidas alcohólicas gratuitas a sus empleados.

### «Session drinking»
En Reino Unido e Irlanda son populares las session drinking («sesión de/para beber»), que se entiende por beber una gran cantidad de cerveza durante una «sesión» (es decir, un período específico de tiempo) sin intoxicarse demasiado. Las session drinking son un evento social.
Una session beer («cerveza de sesión»), como una session bitter («bíter de sesión»), es un tipo de cerveza que por su contenido de alcohol relativamente bajo se considera ideal para consumirse en una session drinking.
En los Estados Unidos, el crítico de cerveza Lew Bryson propuso una definición para session beer en su blog Session Beer Project, considerándola igual o inferior a 4.5º de alcohol. Los seguidores de esta definición incluyen Notch Brewing, una marca de cerveza tipo session beer. La Brewer Association ha adoptado una nueva categoría dentro de su competencia Great American Beer Fest que establece que una session beer no debe exceder los 5.1º de alcohol.
En slang británico, session se abrevia comúnmente a sesh.

### «Botellón»
Es una práctica muy popular entre la gente joven de España y exportada a otros países hispanohablantes. Consiste en reunirse un grupo de personas (generalmente jóvenes) antes de una fiesta o evento social para consumir grandes cantidades de alcohol. De esta manera se evita, además, pagar los altos precios que suele tener el alcohol en los clubs. Se originó en la época de la Movida madrileña (años 80) y actualmente es un fenómeno extendido a toda la juventud española.

## Consumo excesivo de alcohol
El National Institute on Alcohol Abuse and Alcoholism («Instituto Nacional sobre Abuso de Alcohol y Alcoholismo»; NIAAA) define el consumo excesivo de alcohol como un patrón de consumo de alcohol que eleva la concentración de alcohol en la sangre (BAC) a 0.08 g% o más. Para el adulto típico, este patrón corresponde al consumo de cinco o más bebidas (en hombres), o cuatro o más bebidas (en mujeres) en aproximadamente 2 horas.
El concepto de «borrachera» ha sido un tanto elástico a lo largo de los años, lo que implica un consumo de alcohol mucho más allá de lo que es socialmente aceptable. En décadas anteriores, «irse de borrachera» o «de juerga» significaba beber en el transcurso de varios días hasta que uno ya no podía seguir bebiendo.

### Disparidad geográfica
La comprensión del consumo de alcohol en los jóvenes debe hacerse a través de un marco de «desarrollo». Esto se denominaría un enfoque de «sistema completo» para el consumo de alcohol entre menores, ya que tiene en cuenta los factores de riesgo y protección únicos de un adolescente en particular, desde la genética y las características de la personalidad hasta los factores sociales y ambientales. Se observa ampliamente que en las zonas de Europa, donde los niños y adolescentes consumen alcohol de manera temprana y con la aprobación de los padres, el consumo excesivo de alcohol tiende a ser menos frecuente. Por lo general, se hace una distinción entre el norte y el sur de Europa, siendo en el norte donde se bebe de manera más compulsiva. Los niveles más altos tanto de ebriedad se encuentran en los países nórdicos, Reino Unido, Irlanda, Eslovenia y Letonia. Esto contrasta con los bajos niveles encontrados en Francia, Italia, Lituania, Polonia y Rumania; por ejemplo, se reportó que el 31% de los niños y el 33% de las niñas en Irlanda consumieron en exceso más de dos veces en el último mes. pero en comparación 12-13% de los niños y 5-7% de las niñas en Francia y Hungría.
Ya en el siglo VIII, San Bonifacio estaba escribiendo a Cuthbert, el arzobispo de Canterbury, informar de la manera «en su diócesis, el vicio de la embriaguez es demasiado frecuente. Se trata de un peculiar mal a los paganos y para nuestra raza. Ni los francos ni los galos ni los lombardos ni los romanos ni los griegos lo cometen». Es probable, sin embargo, que «el vicio de la embriaguez» estaba presente en todas las naciones europeas. El escritor, médico y humanista francés del siglo XVI François Rabelais escribió sátiras cómicas y absurdas que ilustra los hábitos de consumo de sus compatriotas, y San Agustín usó el ejemplo de un borracho en Roma para ilustrar ciertos principios espirituales.
Algunos estudios han observado diferencias culturales tradicionales entre el norte y el sur de Europa. Una diferencia en la percepción también puede explicar en cierta medida las diferencias culturales históricamente notadas: los europeos del norte beben cerveza, que en el pasado a menudo tenía un bajo contenido de alcohol (2.5% en comparación con el 5% actual). En la sociedad preindustrial, la cerveza era más segura de beber que el agua, porque había sido hervida y contenía alcohol. En la Europa meridional era más común el consumo de vino y vino fortificado (10–20% de alcohol por volumen). Tradicionalmente, el vino era regado y meloso; beber vino de alta potencia se consideraba bárbaro en la Roma republicana. El consumo excesivo de alcohol tampoco equivale necesariamente a promedios nacionales sustancialmente más altos de consumo de alcohol puro per cápita / por año. También hay un aspecto físico en las diferencias nacionales en todo el mundo, que aún no se ha estudiado a fondo, por lo que algunos grupos étnicos tienen una mayor capacidad para la metabolización del alcohol a través de las enzimas hepáticas alcohol deshidrogenasa y acetaldehído deshidrogenasa.
Sin embargo, estas capacidades variables no evitan todos los riesgos para la salud inherentes al consumo excesivo de alcohol. El abuso de alcohol está asociado con una variedad de resultados negativos para la salud y la seguridad. Esto es cierto sin importar la capacidad percibida del individuo o del grupo étnico para «manejar el alcohol». Las personas que se creen inmunes a los efectos del alcohol a menudo pueden tener el mayor riesgo de problemas de salud y el más peligroso de todos los que manejan un vehículo.

«Los grandes bebedores crónicos muestran tolerancia funcional cuando muestran pocos signos obvios de intoxicación, incluso a altas concentraciones de alcohol en sangre que en otros serían incapacitantes o incluso mortales. Debido a que el bebedor no experimenta un deterioro significativo del comportamiento como resultado del consumo de alcohol, la tolerancia puede facilitar el consumo de cantidades crecientes de alcohol. Esto puede provocar dependencia física y daño a los órganos relacionados con el alcohol».
National Institute on Alcohol Abuse and Alcoholism (1995)

relacionado."

## Velocidad del consumo

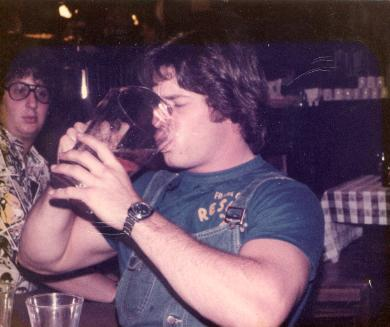
Steven Petrosino logró el récord Guinness por rapidez de consumo de alcohol en junio de 1977 en el Gingerbreadman Pub en Carlisle, Pensilvania.

El consumo rápido o competitivo (speed drinking o competitive drinking) es el consumo de una moderada cantidad de cerveza en el menor tiempo posible, sin la intención de intoxicarse en exceso. A diferencia del consumo excesivo, se centra en el juego competitivo y el establecimiento de un registro. Los bebedores rápidos suelen beber una cerveza ligera, como una lager, y se les permite calentar y perder su carbonatación para acortar el tiempo de consumo.
El libro Guinness de los récords (edición de 1990, p. 464) enumeró varios registros de consumo de alcohol. Entre estos estaban:
- Peter G. Dowdeswell (nacido el 29 de julio de 1940) de Earls Barton, Reino Unido, bebió 2 litros en 6 segundos el 7 de febrero de 1975.
- Steven Petrosino (nacido en 1951) de New Cumberland, Estados Unidos, bebió 1 litro en 1.3 segundos en el Gingerbread Man Pub en Carlisle, Estados Unidos, el 22 de junio de 1977.[15]

Ninguno de estos registros había sido derrotado cuando el Guinness World Records prohibió todos los registros relacionados con el alcohol de su libro en 1991.
El ex primer ministro australiano Bob Hawke tuvo un récord por el consumo más rápido de una yard de cerveza. Bebió 2.5 pintas (1.4 litros) en 12 segundos.